# Rue Surcouf
Pour les articles homonymes, voir Rue Surcouf (Nantes).
La rue Surcouf est une voie située dans le quartier du Gros-Caillou du 7e arrondissement de Paris en France.

## Situation et accès
Orientée nord-sud, longue de 265 mètres, elle commence au 49, quai d’Orsay et se termine au 52, rue Saint-Dominique. Elle est à sens unique, dans le sens nord-sud.
Le quartier est desservi par la ligne C du RER aux gares du Pont de l’Alma et des Invalides.

## Origine du nom

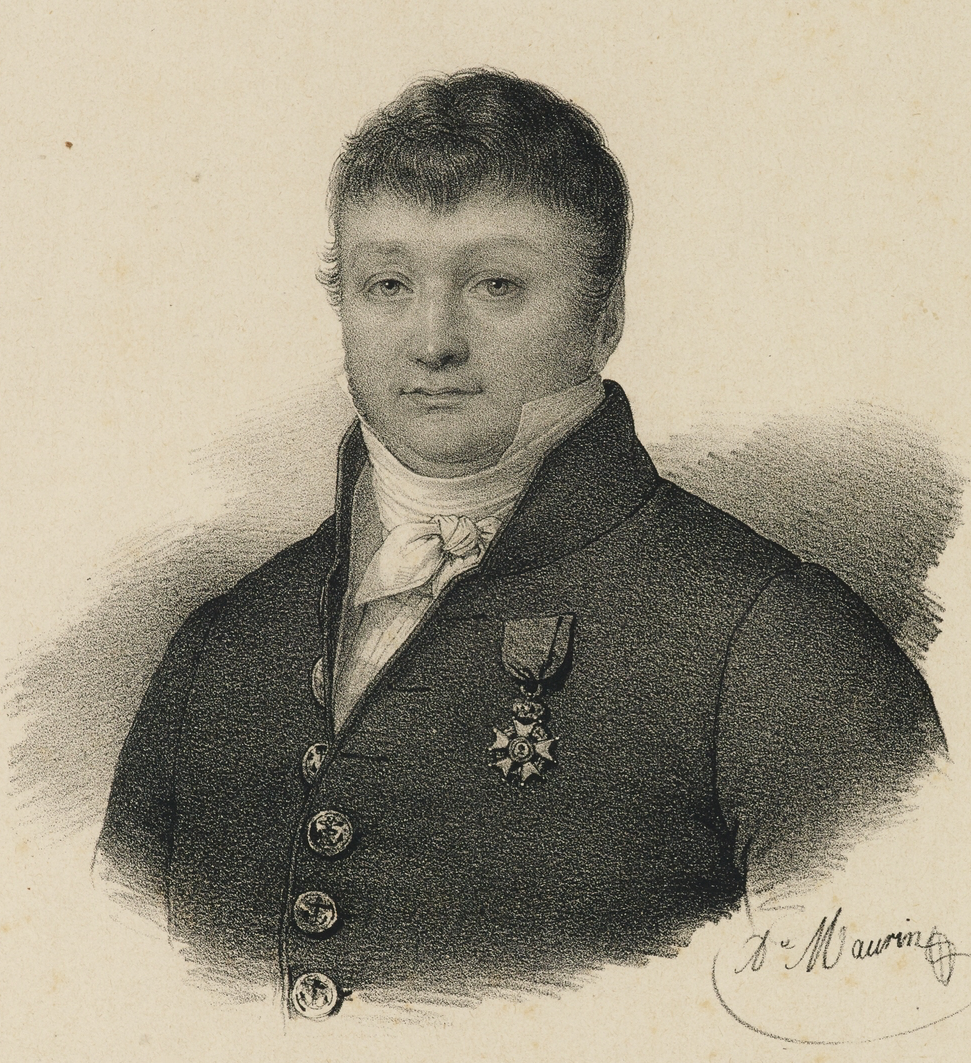
Robert Surcouf.

Elle porte le nom du corsaire Robert Surcouf (1773-1827). 

## Historique

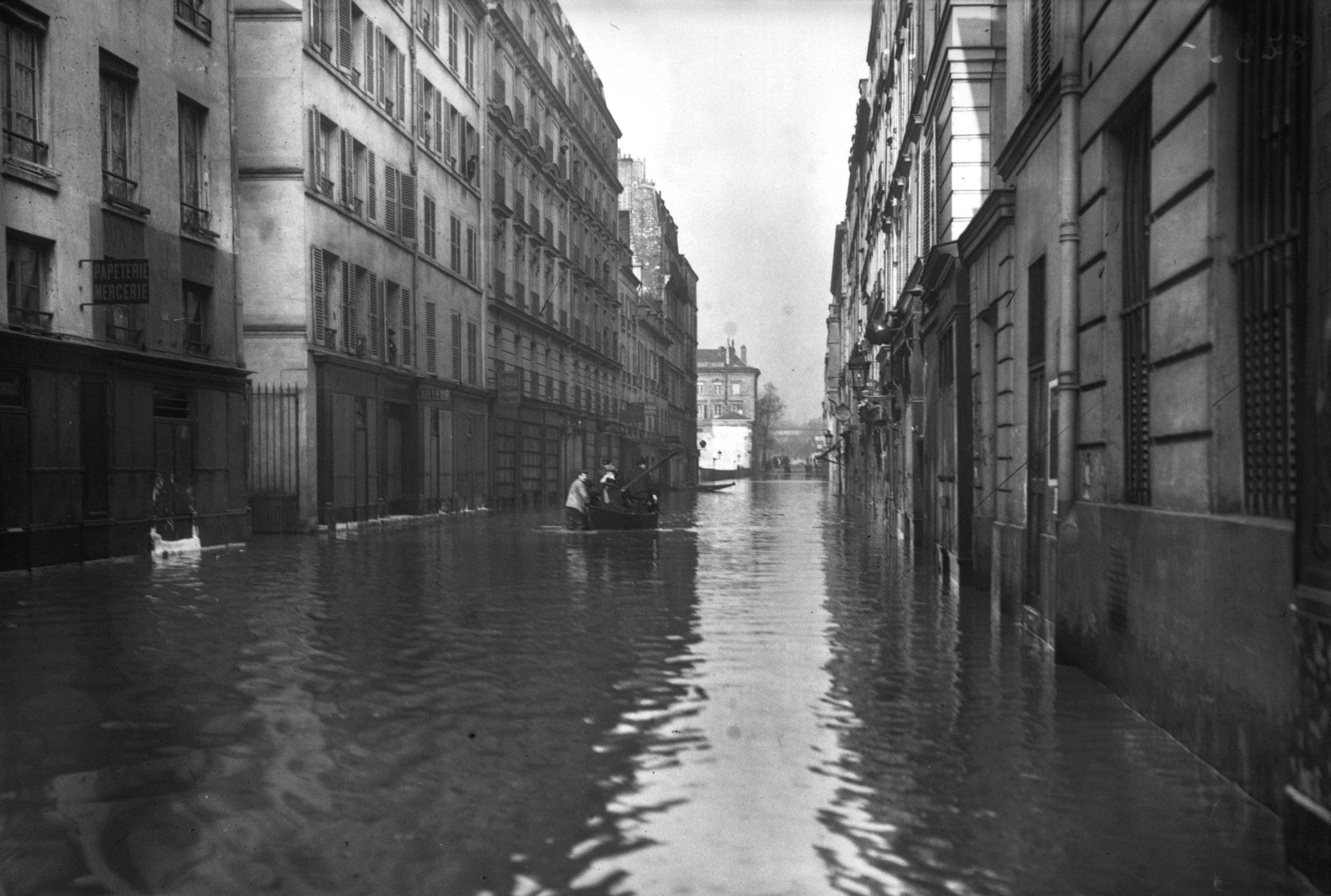
La rue Surcouf lors de la crue de la Seine de 1910.

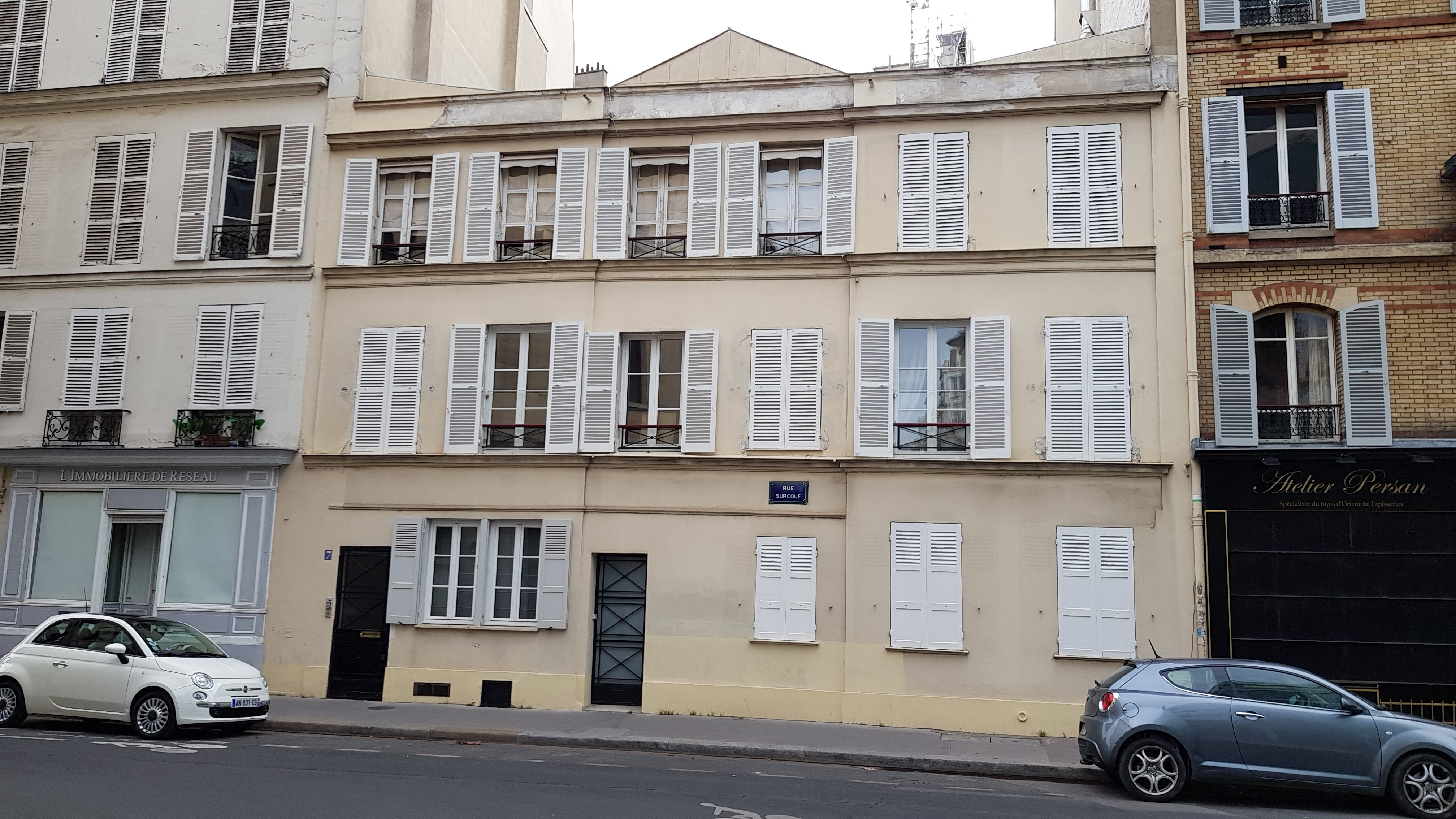
No 7.

Cette voie indiquée sur le plan de Delagrive de 1728 sous le nom de « rue de la Boucherie-des-Invalides », du nom de la Boucherie des Invalides, située rue Saint-Dominique, sur laquelle elle débouchait. 
Elle prend sa dénomination actuelle par un décret du 27 février 1867.

## Bâtiments remarquables et lieux de mémoire
- Le quadrilatère compris entre les rues Surcouf, de l'Université, Jean-Nicot et le quai d'Orsay se trouve dans l'ancienne île des Cygnes.
- Dans ce même quadrilatère se trouvait la manufacture des tabacs du Gros-Caillou, construite en 1827 et détruite en 1909.
- No 12 : la rue abrita jusqu'en 1905 la manufacture nationale des tabacs, qui devient en 1937 l'hôtel des Tabacs. Le musée de la SEITA était situé au no 12 ; il a disparu, avec sa collection, en juin 2000[3].
- No 30 : maison basse datée du milieu du XVIIIe siècle témoin de l'ancien village du Gros Caillou[4].